# Salduero
Salduero – gmina w Hiszpanii, w prowincji Soria, w Kastylii i León, o powierzchni 2,69 km². W 2011 roku gmina liczyła 172 mieszkańców.